# NGC 2027
NGC 2027 ist ein offener Sternhaufen in der Großen Magellanschen Wolke im Sternbild Dorado. Der Sternhaufen wurde am 6. November 1826 von dem Astronomen James Dunlop entdeckt. Die Entdeckung wurde später im New General Catalogue verzeichnet.